# Rupert Davies

Rupert Davies

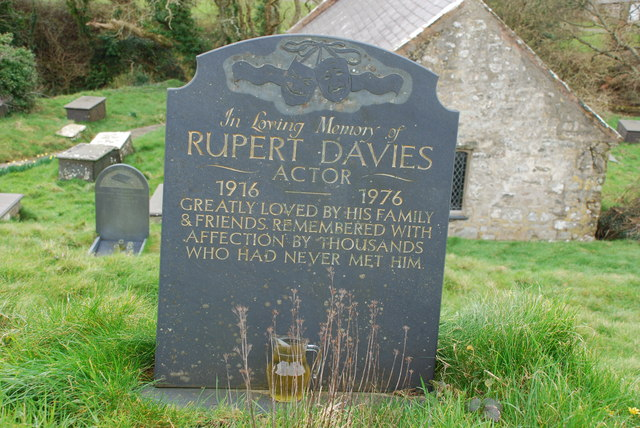
Davies’ Grab in Pistyll, Wales

Rupert Davies, FRSA (* 22. Mai 1916 in Liverpool; † 22. November 1976 in London) war ein britischer Schauspieler.

## Leben
Er fuhr zunächst bei der britischen Handelsmarine zur See. Im Zweiten Weltkrieg diente Davies als Leutnant bei der Royal Air Force und geriet 1941 in deutsche Kriegsgefangenschaft. Er gehörte zu den Gefangenen des später durch den Film Gesprengte Ketten (1963) weltweit bekannt gewordenen Stalag Luft III und überlebte drei missglückte Ausbruchsversuche.
Während der Gefangenschaft begann Rupert Davies im Rahmen von Theateraufführungen auch seine Karriere als Schauspieler. Nach dem Krieg wurde er vielbeschäftigter Darsteller für Film und Fernsehen.
Seinen größten Erfolg hatte er von 1960 bis 1963 als Maigret in der gleichnamigen BBC-Fernsehserie. Der Autor der literarischen Vorlage, Georges Simenon, bezeichnete Davies als Idealbesetzung für den auch von vielen anderen berühmten Kollegen wie Jean Gabin, Gino Cervi und Heinz Rühmann gespielten Pariser Kommissar. Bis heute ist das Intro der Serie, in dem Rupert Davies zur Erkennungsmelodie von Ron Grainer an einer Hauswand ein Streichholz entzündet, eine der bekanntesten Szenen der britischen Fernsehgeschichte. (Für die deutsche Ausstrahlung beim ZDF wurde eine andere, von Ernst August Quelle komponierte Melodie verwendet.) Nach 52 Folgen gab Davies die Rolle des Pfeife rauchenden Verbrecherjägers auf, um nicht abgestempelt zu werden, trat jedoch noch einige Male in Episoden anderer Krimiserien als Maigret auf.
Bis zu seinem Tod im Alter von 60 Jahren blieb Davies als Charakterdarsteller präsent, etwa 1965 als George Smiley in Martin Ritts gleichnamiger Verfilmung des Romans Der Spion, der aus der Kälte kam von John le Carré oder 1968 als Gegenspieler von Christopher Lee in einer Hammer-Produktion wie Draculas Rückkehr.
Im Oktober 1972 moderierte er, als Vorbereitung des EWG-Beitritts Großbritanniens ab 1. Januar 1973, für den Bayerischen Rundfunk die Dokumentation von Wilhelm Bittorf Die Briten kommen – Begegnungen mit einem fremden Nachbarn.
Rupert Davies starb 1976 an Krebs. Er hinterließ seine langjährige Ehefrau und zwei erwachsene Söhne.

## Filmografie (Auswahl)
- 1946: The Thracian Horses (Fernsehfilm)
- 1949: Private Angelo
- 1950: Eine Stadt hält den Atem an (Seven Days to Noon)
- 1955: Der schwarze Prinz (The Dark Avenger)
- 1955: Quatermass II (Miniserie, 2 Folgen)
- 1955–1958: Sailor of Fortune (Fernsehserie, 19 Folgen)
- 1957–1958: Charlie Chan (The New Adventures of Charlie Chan, Fernsehserie, 11 Folgen)
- 1958: Die Abenteuer von Robin Hood (The Adventures of Robin Hood, Fernsehserie, Folge 3x25)
- 1958: Der Schlüssel (The Key)
- 1958: Ivanhoe (Fernsehserie, Folge 1x16)
- 1958: Wütende See (Sea Fury)
- 1959: Wenn Scotland Yard das wüßte – Der große Bruch (Breakout)
- 1959: Ein Whisky zuviel (Violent Moment)
- 1959: Das Mädchen Saphir (Sapphire)
- 1959: Beherrscher der Meere (John Paul Jones)
- 1959: Mr. Frisbys Ratten (Devil’s Bait)
- 1960: Tödliches Wissen (Danger Tomorrow)
- 1960: Die Spur führt ins Nichts (The Criminal)
- 1960–1963: Kommissar Maigret (Maigret, Fernsehserie, 52 Folgen)
- 1961: Geheimauftrag für John Drake (Danger Man, Fernsehserie, Folge 1x32)
- 1964: Detektive (Fernsehserie, 18 Folgen)
- 1965: Der Spion, der aus der Kälte kam (The Spy Who Came in from the Cold)
- 1966: Der Onkel (The Uncle)
- 1966: Die 13 Sklavinnen des Dr. Fu Man Chu (The Brides of Fu Manchu)
- 1966: Wie tötet man eine Dame?
- 1967: Die Pagode zum fünften Schrecken (Five Golden Dragons)
- 1967: Der Mann mit dem Koffer (Man in a Suitcase, Fernsehserie, Folge 1x14)
- 1968: Tauchfahrt in die Hölle (Submarine X-1)
- 1968: Der Hexenjäger (Witchfinder General)
- 1968: Draculas Rückkehr (Dracula Has Risen from the Grave)
- 1968: The Champions (Fernsehserie, Folge 1x24)
- 1968: Die Hexe des Grafen Dracula (Curse of the Crimson Altar)
- 1968–1969: Joe 90 (Fernsehserie, 30 Folgen, Sprechrolle)
- 1969: Maigret at Bay (Folge 4x6 der Fernsehserie BBC Play of the Month)
- 1969: Im Todesgriff der roten Maske (The Oblong Box)
- 1970: Waterloo (Ватерлоо)
- 1971: Der unheimliche Besucher (The Night Visitor)
- 1971: Zeppelin
- 1971: Jagd durchs Feuer (The Firechasers)
- 1972: The Man Outside (Fernsehserie, 13 Folgen)
- 1972–1973: Krieg und Frieden (War and Peace, Fernsehserie, 14 Folgen)
- 1974: Frightmare – Alptraum (Frightmare)